# Equatorial Energia Piauí

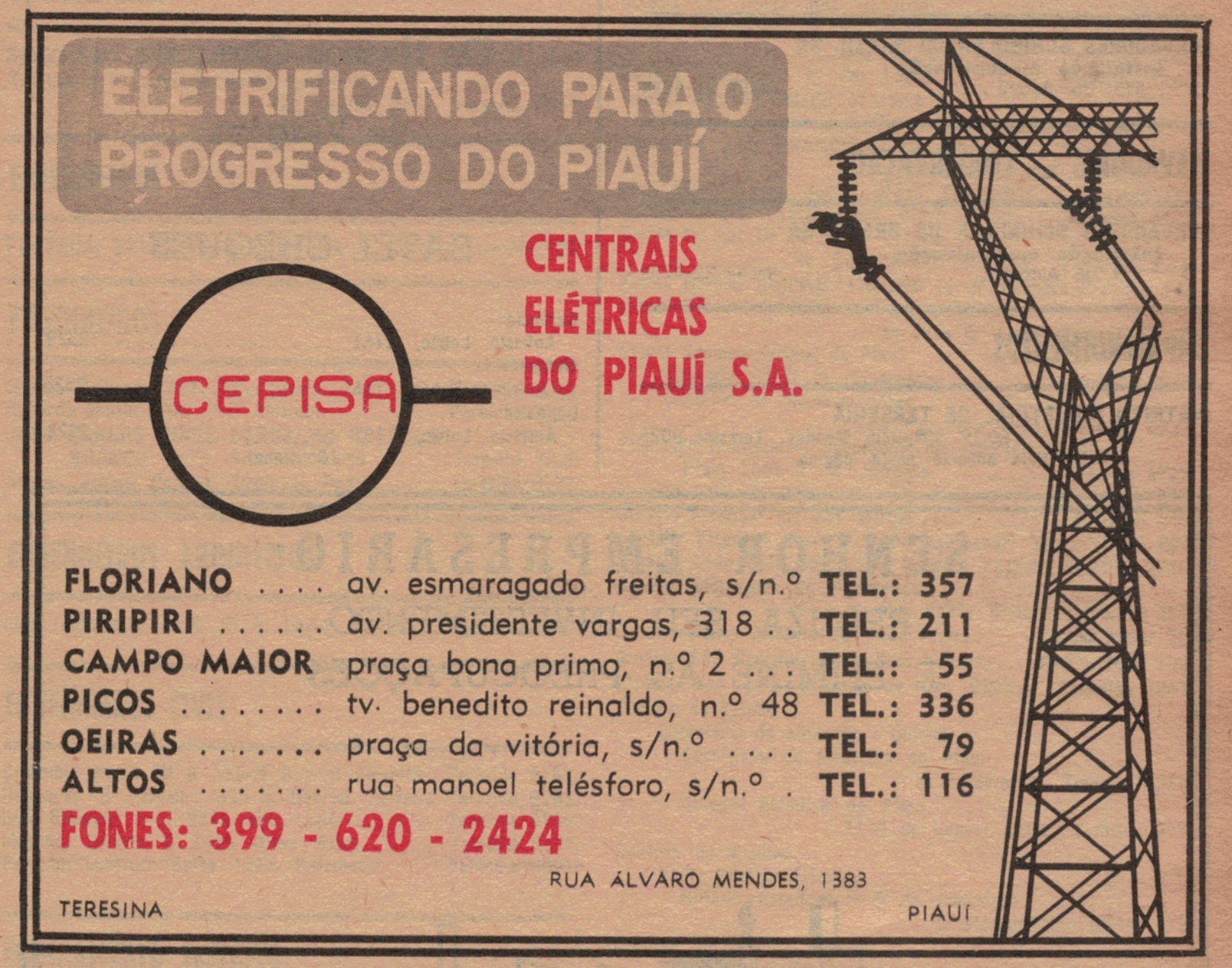
Papel da CEPISA em 1972 com a então logomarca e relação dos escritórios regionais

A Equatorial Energia Piauí, antes conhecida como Companhia Energética do Piauí (Cepisa) é uma empresa de distribuição de energia elétrica com atuação no estado do Piauí, com sede em Teresina. É subsidiária da Equatorial Energia, após licitação que privatizou os ativos da concessionária, anteriormente pertencentes à Eletrobras.

## História

### Centrais Elétricas do Piauí S/A

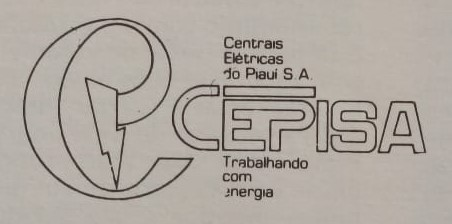
Logo em 1979

A CEPISA foi inicialmente criada pela lei estadual nº 1948, de 1959, e sua efetivação a partir de 1962, quando chamava-se Centrais Elétricas do Piauí S.A.

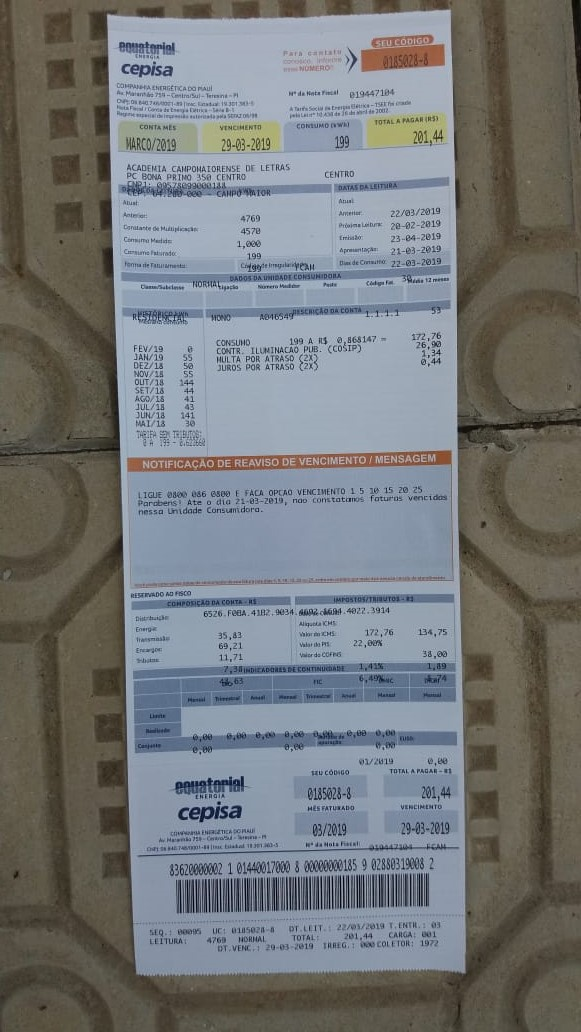
Talão de março de 2019 em que a marca da Eletrobras pela primeira vez deixa de ser usada e volta a da Cepisa novamente

No final da década de 60  inicia-se a construção, em padrões técnicos, de um sistema integrado de produção, transmissão e distribuição de energia, possibilitando o surgimento de uma mentalidade empresarial para os serviços elétricos.
Em 1970, a CEPISA incorpora os acervos da Companhia de Eletrificação do Nordeste - CERNE  e da Companhia Luz e Força da Parnaíba - CLFP e passa a ser a única concessionária de distribuição de energia elétrica no Piauí.
Em 1987 seu nome é mudado para Companhia Energética do Piauí. E em 1997, a Eletrobras assume o controle acionário e de gestão da Cepisa, em razão de dificuldades operacionais e financeiras.

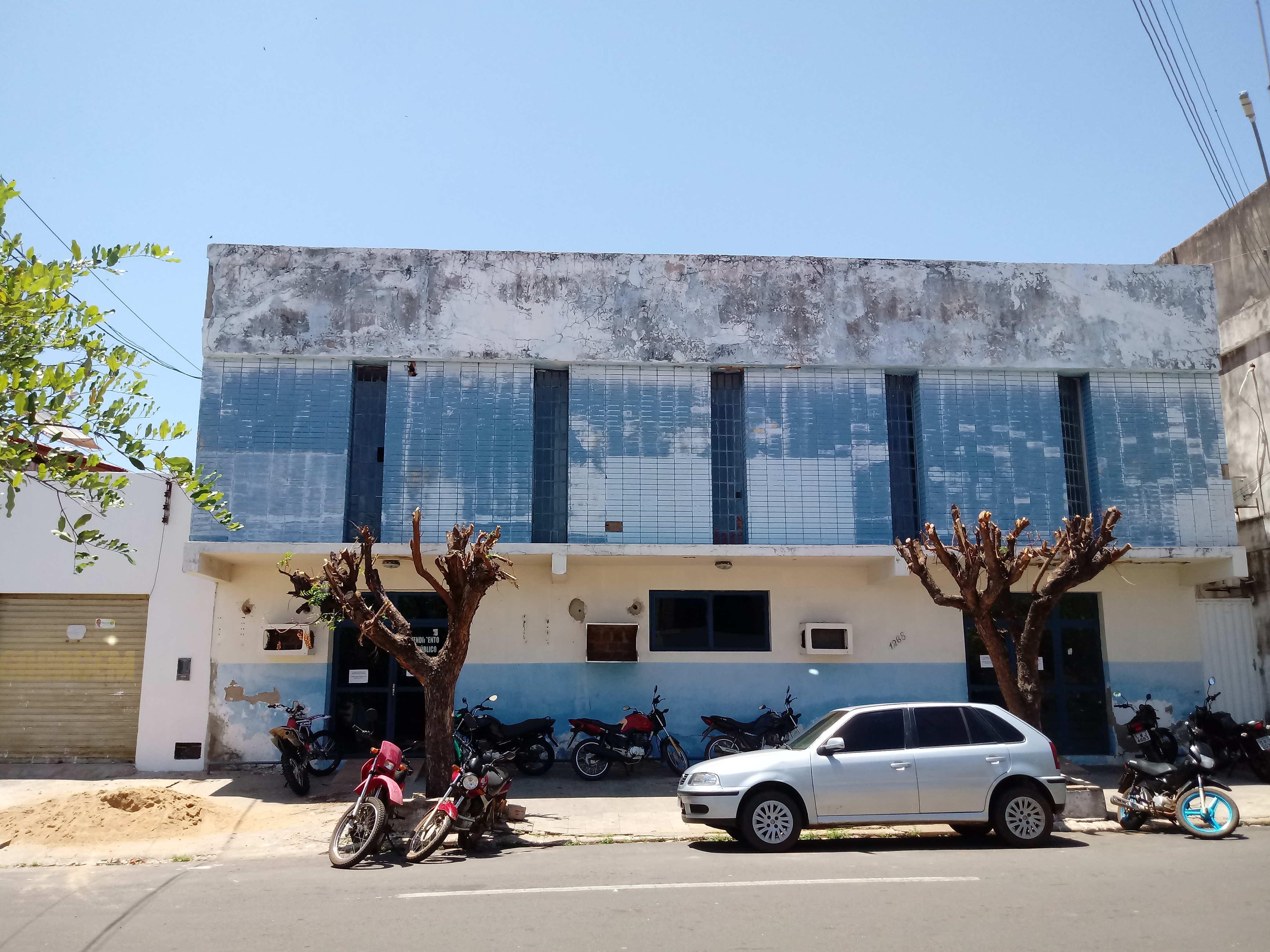
Edifício da sede regional em Campo Maior

## Plano de Transformação
No ano de 2008, o Ministério de Minas e Energia e a Eletrobras, visando fortalecer e melhorar as práticas gerenciais das empresas da holding Eletrobras, definiram metas que possibilitassem alcançar as melhores práticas de gestão de negócios de energia. Com isso, seriam alcançadas a agilidade e a eficiência necessárias para que o Sistema Eletrobrás pudesse cumprir seu papel institucional e aproveitar todas as oportunidades apresentadas pelo mercado.
As principais diretrizes deste Plano são:
- Aperfeiçoamento da governança corporativa;

- Reorientação dos negócios de distribuição;

- Reformulação institucional da holding;

- Reorganização do modelo de gestão empresarial.

## Eletrobras Distribuição Piauí
Em 2010, seguindo o Plano de Transformação das empresas controladas da Eletrobras, a Cepisa passa a se chamar Eletrobras Distribuição Piauí, como parte do plano de modernização da gestão das empresas da holding.

## Privatização
Em 26 de julho de 2018, em leilão realizado na B3, a Equatorial Energia adquiriu a Cepisa.

## Números
| ano  | nº de consumidores |
| 1969 | 13.805             |
| 1978 | 93.457             |
| 2009 | 892.391            |
| 2011 | 1.010.066          |
| 2022 | 1.365.000          |

Em 2022, a Equatorial Piauí tinha uma área de concessão de 251.617 km², com uma extensão de rede de 91.765 km.

## Reajustes tarifários
A ANEEL define anualmente os reajustes tarifários para as distribuidoras de energia elétrica no Brasil.
| A partir de          | Reajuste tarifário | Reajuste tarifário            | Reajuste tarifário           |
| A partir de          | Baixa tensão B1    | Baixa tensão (reajuste médio) | Alta tensão (reajuste médio) |
| -------------------- | ------------------ | ----------------------------- | ---------------------------- |
| 28 de agosto de 2014 | +24,70%            | +24,93%                       | +29,14%                      |